# Křesťanská demokracie Sicílie
Křesťanská demokracie Sicílie (italsky Democrazia Cristiana Sicilia, zkratka DC), také známá jako Nová Křesťanská demokracie (Nuova Democrazia Cristiana, NDC), je italská křesťanskodemokratická politická strana, aktivní zejména na Sicílii. Jejím lídrem je bývalý guvernér Sicílie Salvatore Cuffaro.
Založena byla na podzim 2020. V regionálních volbách na Sicílii v září 2022 získala 6,2 % hlasů 5 mandátů v regionálním shromáždění (na kandidátce DC byli zvoleni i členové Unie středu). V lednu 2023 do strany vstoupila europoslankyně Francesca Donato, původně zvolená za Ligu.

## Volební výsledky

### Sicilské regionální shromáždění
| Volby | Hlasy   | Hlasy | Mandáty | Mandáty | Pozice |
| Volby | Abs.    | %     | Abs.    | ±       | Pozice |
| ----- | ------- | ----- | ------- | ------- | ------ |
| 2022  | 121 691 | 6,2   | 5/70    | ▲5      | ▲8.    |